# Jorge Francisco Tello
Jorge Francisco Tello Muñoz (Alhama de Aragón (Zaragoza), 23 de abril de 1880 - Madrid, 29 de septiembre de 1958) fue un científico español, discípulo de Santiago Ramón y Cajal desde 1902.

## Biografía
Leyó su tesis doctoral el 30 de junio de 1903, sobre el "Análisis estructural del cuerpo geniculado externo". En 1907 fue elegido por Cajal como primer ayudante del recién creado Laboratorio de Investigaciones Biológicas, dentro de los proyectos de la Junta para la Ampliación de Estudios; más tarde, también sucedió a Cajal en la cátedra de Histología y Anatomía Patológica de la Universidad de Madrid (desde el 22 de mayo de 1926).
En 1911 fue pensionado por la JAE para estudiar en Alemania Anatomía Patológica y Bacteriología. 
Ingresó en la Real Academia Nacional de Medicina el 14 de enero de 1923; su discurso de Ingreso -que fue contestado por Cajal- trató sobre las "Ideas actuales sobre el neurotropismo". En 1926 ganó por oposición la Cátedra de Histología, Anatomía Patológica y Bacteriología; y pocos años después consigue que se desglose la Bacteriología como Cátedra autónoma. El mismo año y a propuesta de Ramón y Cajal es nombrado subdirector del Laboratorio de Investigaciones Biológicas.
Eminente histopatólogo  y bacteriólogo, renovó la sanidad del Estado trabajando desde sus puestos como jefe de sección de epidemiología del Instituto Nacional de Higiene «Alfonso XIII», como director de Instituto (1920-1934) y como inspector general de Sanidad, junto con un selecto grupo de colaboradores. Sus trabajos sobre la neurogénesis temprana, la degeneración y regeneración del sistema nervioso, la respuesta de las células nerviosas durante el proceso de hibernación de los mamíferos y sobre la estructura del colículo superior fueron de gran trascendencia y han visto actualmente un reverdecer de su importancia para la Neurociencias moderna.  
En 1934, al morir Ramón y Cajal, quedó como director del instituto de su nombre.

En 1939, tras la guerra civil, fue destituido de su cátedra y de la dirección del Instituto Cajal, dentro del programa de programa de depuración emprendido por el régimen franquista. Durante la posguerra española se mantuvo en lo que se ha conocido como exilio interior.

## Cuadro profesional y distinciones
- Consejero y Subinspector General de Sanidad (1917).
- Subdirector y Jefe de la Sección de Higiene en la Cátedra de Histología y en el Instituto Nacional de Higiene (1934).
- Médico-Director del Instituto Cajal (1934).
- Presidente de la Comisión Permanente de Investigaciones Sanitarias, desde su creación hasta 1935, año en que dimitió.
- Miembro Honorario de las  Academias Chilena de Ciencias Naturales (1935) y Nacional de Medicina de México (1935).
- Caballero de la Real Orden de Isabel la Católica.

## Publicaciones
Dentro de un amplio conjunto, podrían destacarse: 
- "Algunas observaciones con los rayos ultravioletas" (1911);
- "Algunas experiencias de injertos nerviosos con nervios conservados in vitro" (1914);
- "Lo evidente y lo dudoso en la génesis del simpático, con nuevas aportaciones" (1949).